# Torta holandesa
A torta holandesa é uma sobremesa brasileira típica da culinária paulista, e consumida em todo o Brasil.
De origem campineira, é feita com um leve creme espesso e frio à base de gemas, açúcar, manteiga, creme de leite e essência de baunilha, com uma cobertura suave de leite, margarina, açúcar e achocolatado, com biscoitos banhados em chocolate ao leite ao redor.

## História
Apesar de seu nome, a sobremesa é totalmente brasileira e não possui nenhum vínculo com os Países Baixos, onde as sobremesas são, geralmente, feitas no forno (como Appeltaart e Vlaai), e não geladas.
A sobremesa foi criada em 1990 pela cozinheira e empresária campineira Silvia Maria do Espírito Santo, no então Café Bruges, na rua Irmã Serafina, no centro de Campinas, São Paulo.
Silvia havia sofrido um acidente na Inglaterra em 1989, onde acabou perdendo seu namorado e sofrendo sequelas tanto físicas quanto emocionais. Essas sequelas fizeram com que ela ficasse no país durante todo o ano de 1989, onde trabalhou como governanta para uma família de holandeses, para quem sempre preparava diversos tipos de receitas, utilizando principalmente as frutas que cresciam no quintal da casa da família e na vizinhança, como maçãs e framboesas.
Já de volta ao Brasil e sendo proprietária de um pequeno café no centro de Campinas, Silvia recebeu um convite para ir até a casa da amiga de uma vizinha, onde a anfitriã a ofereceu um pavê, feito com bolachas Maria em camadas alternadas com creme branco, com cobertura de ganache. Esse pavê impressionou Silvia por conta de sua simplicidade e sabor, o que a motivou a recriar a receita em casa, porém de forma mais adequada a ser servida em seu café. Silvia então fez uma torta com apenas duas camadas de bolacha, uma em baixo e uma em cima, com recheio de creme branco.
Ao colocar a sobremesa à venda em seu café, Silvia percebeu que a receita tinha se tornado um sucesso e, então, decidiu aprimorar a receita, trocando as bolachas Maria que enfeitavam a sobremesa por bolachas Calipso que, ao contrário das demais bolachas, não murchavam. Após ter aprimorado a receita, Silvia decidiu então batizar a sobremesa que havia criado em homenagem aos seus patrões holandeses de quando ela trabalhava na Inglaterra.
Então, no ano de 1990, no Café Bruges, no centro da cidade de Campinas, foi criada a torta holandesa, sobremesa que viria se tornar uma das sobremesas mais famosas do Brasil. Após o sucesso da sobremesa, Silvia vendeu o Café para seu irmão e abriu uma empresa junto com seu então marido Marcos Leite, a Holandesa & Cia. O foco da empresa era a venda de doces e sobremesas para restaurantes, mas mais da metade de sua demanda vinha da venda de tortas holandesas. Após desentendimentos entre Silvia e Marcelo, que era responsável pelas finanças, a empresa foi vendida em 2005 para a atual Mr. Bey Alimentos.